# Condrusi
I Condrusi erano una tribù del Belgio antico, che prese il suo nome dal gruppo politico ed etnico conosciuto dai Romani come i Belgi (tra Treveri e Eburoni). I Condrusi erano stanziati probabilmente nella regione ora conosciuta come Condroz, fu nominata così solo in seguito, che si stanzia tra Liegi e Namur. Il territorio è composto da colline coperte da foreste, sul confine delle Ardenne. I Belgi si distinguevano dai Celti perché di discendenza germanica. Dagli attuali nomi in Belgio sappiamo che questo popolo era formato da discendenti sia germanici che celti.
Tutto quello che conosciamo di loro proviene dal De bello Gallico di Giulio Cesare.